# Variabele grasuil
De variabele grasuil (Apamea crenata) is een nachtvlinder uit de familie van de Noctuidae, de uilen. De vlinder heeft een voorvleugellengte van 18 tot 22 millimeter. De imago kent twee duidelijk te onderscheiden vormen:
- een bonte lichte vorm met geelachtig of roodachtig bruin of grijzige basiskleur,
- een donkere bruine vorm waarop alleen de randen van de ring- en niervlek goed afgetekend zijn.

De soort overwintert als rups.

## Waardplanten
De waardplanten van de variabele grasuil komen uit de grassenfamilie, met name kropaar.

## Voorkomen in Nederland en België
De variabele grasuil is in Nederland en België een gewone soort, die verspreid over het hele gebied voorkomt. De vliegtijd is van eind april tot half juli in één generatie.